# Robert Betts Laughlin
Robert Betts Laughlin (n. 1 noiembrie 1950, Visalia, California, SUA) este un fizician american, laureat al Premiului Nobel pentru Fizică în 1998 împreună cu Horst Störmer și Daniel Tsui pentru descoperirea unei noi forme de fluid cuantic ale cărui stări excitate au sarcină fracționară.